# Chaunoides antiquus
Chaunoides antiquus — викопний вид гусеподібних птахів родини Паламедеєві (Anhimidae). Скам'янілі рештки птаха знайдені у пластах формування Тремембе в Бразилії. Датуються кінцем олігоцену-початком міоцену.